# Prvenstvo Hrvatske u nogometu za kadete 1993./94.
Kadetski prvaci Hrvatske u nogometu za sezonu 1993./94. su drugi put zaredom bili nogometaši Osijeka

## Prvi rang
Prvo je igrano po regijama nogometnog saveza, a četiri najuspješnije momčadi su se plasirale u završnicu.

### Završnica
Igrano 18. i 19. lipnja 1994. u Supetru.
Konačni poredak: 

1. Osijek 

2. Hajduk Split 

3. Croatia Zagreb 

4. Varteks Varaždin